# Gorla Maggiore
Gorla Maggiore (Gòrla Magiùr in dialetto varesotto) è un comune italiano di 4 793 abitanti della provincia di Varese in Lombardia. Dista 10 km dalla città di Busto Arsizio ed è lambito dal fiume Olona.

## Origini del nome
Il primo documento al quale ci si può riferire per uno studio etimologico risale al 1046 nel quale viene riportato il nome latino di Gorla Maior che è seguito da un altro detto "Minor". Ancora da risolvere è il significato dell'aggettivo Maior, dato che in molti altri casi viene usata la terminologia Superiore-Inferiore o Nuovo-Vecchio.
Ghirla, da cui Gorla è il nome che venne assegnato a vari rafforzamenti di difesa lungo delle strade. D'altro canto, Secondo l'Olivieri, si ipotizza un diminutivo della parola romana gulula che sta a significare "gola" o "anfratto", o una derivazione da gurgula (vortice, gorgo) in riferimento all'agitarsi delle acque dell'Olona, ipotesi peraltro condivisa dal Lurati Un'ipotesi ancor più recente invece propone il significato di "radura" o "campo dell'esercito".
La prima ipotesi si basa su dati orografici ed in effetti in entrambe le Gorla varesine sono presenti delle gole nelle quali sono state ricavate delle vie che collegano il centro storico con il fondovalle. La seconda ipotesi sebbene si basi su dati diversi è riconducibile alla prima dal fatto che una gola può risultare strategica per il posizionamento di un esercito.
La questione dell'aggettivo Maior ha portato ad una spiegazione che si rifà al corso del fiume Olona il quale disegna una grande ansa in corrispondenza di Gorla Maggiore e di conseguenza viene detta Minore l'altra Gorla. La spiegazione risulta essere troppo semplicistica e si è cercato di mettere a confronto altri luoghi che portano lo stesso aggettivo. In conclusione, nonostante la carenza di notizie, si può dire che l'aggettivo "Maggiore" spetta ad un luogo che è sorto per opera di un altro centro omonimo acquisendo in seguito maggiore importanza sociale e politica. Si potrebbe, quindi, affermare che in epoca romana era più importante Gorla Minore mentre successivamente, con l'avvento dei Longobardi, si è sviluppata una predominanza dell'altro centro, il quale sarà denominato Maggiore. I fattori che riconducono al cambiamento portato dai longobardi si possono trovare nel toponimo Canton Lombardo (una zona del paese), dalla forma del centro storico e dai rinvenimenti archeologici.

## Storia

### Età antica
In età romana Gorla si trovava nella fascia di confine tra i municipia di Comum e Mediolanum, del quale si possono trovare delle delimitazioni del suolo che scendono verso sud ed inoltre un'estesa fascia boschiva alla quale si poteva appoggiare il confine municipale, i cui residui arborei erano ben visibili fino al XIX secolo. Non vi è dubbio, dopo gli studi archeologici sui vari decumani della zona, che l'area di Gorla Maggiore sia stata centuriata ma considerati gli scarsi ritrovamenti archeologici e la natura del terreno appare improbabile che già in età romana possa esservi risieduto uno stabile insediamento di coloni. Le abitazioni erano sporadiche e si trattava di gente che viveva in capanne isolate dedicandosi all'allevamento di suini ed ovini o alla coltivazione cerealicola puramente per autosostentamento.
Riguardo all'etnia degli stessi abitanti appare verosimile la genti di origine celtica. Il periodo di massima frequentazione dovrebbe essere stato quello tra il I ed il II secolo d.C., fatto testimoniato dal ritrovamento di una moneta di Traiano dell'anno 103. Una nuova ripresa dell'insediamento si potrebbe ipotizzare con l'avvento di Diocleziano (III secolo) quando Milano divenne la capitale dell'Impero Romano d'Occidente e tutti i territori circostanti videro lo stanziamento di nuovi coloni e militari.
I ritrovamenti più importanti nella zona sono due are di epoca romana, una dedicata a Diana con un'apposita patella sulla quale si poneva l'incenso per i sacrifici ed una dedicata a Giove Ottimo Massimo. Nel primo caso l'ara riporta un'iscrizione secondo la quale una certa Rivasia offre l'altare a Diana per lo scampato pericolo del padre Mieco. La seconda è stata ritrovata durante i lavori di restauro della Chiesa dei SS. Vitale e Valeria e reca un'iscrizione votiva di tale Meserius Verus a Giove avendo beneficiato di una grazia. Quest'ultima si può far risalire al I secolo d.C., cioè a quando la zona era già ampiamente romanizzata.
Sul territorio di Gorla Maggiore non passarono di certo le grandi vie romane ma solo qualche strada secondaria. Una strada, invece, di una certa importanza che interessò il territorio, sebbene indirettamente, fu la Milano-Castel Seprio-Varese, la quale metteva in comunicazione i centri abitati sulla costa est ed ovest della Valle Olona.

### Età medievale
Con l'avvento dei Longobardi a Milano nel 569 ebbe luogo una ridistribuzione territoriale che interessò anche l'Alto-milanese ed il Seprio, di cui Gorla era parte. Si ebbe l'istituzione delle arimannie, beni patrimoniali appartenenti alla corona dati in usufrutto alle fare (gruppi guerrieri) in cambio di un servizio di guardia. Pare proprio che anche a Gorla Maggiore si sia stanziato uno di questi gruppi. I dati che lo fanno presupporre sono di tipo toponomastico. Qualche studioso vorrebbe far derivare Gorla dal nome longobardo Worila ("gora") o dal diminutivo Wora ("chiusa") anche se il segno più probante della loro presenza è il toponimo indicante la zona del "Canton Lombardo", che starebbe a designare dove originariamente si insediarono quelle genti. Le testimonianze archeologiche non ci aiutano a dare delle conferme ma è pur certo che gli abitanti di Gorla nel XII secolo vivevano secondo leggi e consuetudine proprie dei Longobardi.
La tradizione locale vuole che il Canton Lombardo sia sorto come postazione di difesa, attestato per altro dalle fondamenta della torre detta "Colombera" che risalgono al medioevo, probabilmente al tempo delle invasioni ungariche (X secolo). Quest'ultima era usata come dimora fortificata probabilmente dalla famiglia locale di origine arimannica, i da Gorla. Per capire chi fossero i signori (domini loci) di Gorla Maggiore dobbiamo andare per supposizioni, dato che non ci è dato sapere a quale famiglia capitaneale milanese venne assegnata la Pieve di Olgiate Olona nella cui giurisdizione ecclesiastica rientrava Gorla Maggiore; su tale documento sarebbe stato riportato il nome del dominus loci di Gorla Maggiore che si può supporre, dato i grandi possedimenti ed atti di compravendita nell'area, sia stata la famiglia dei Bacicaza.
I Molendina (vale a dire "mulini ad acqua") vennero insediati a Gorla Maggiore, sul fiume Olona, in epoca antica quando subentrarono novità tecniche atte a sostituire la mano d'opera servile. Il primo documento che riporta la presenza di un mulino risale al 1193 ma in seguito altri documenti ne confermano l'esistenza. Un documento del 1574, riguardante un passaggio di proprietà alla famiglia Pusterla, ci dà notizia riguardo ad uno sdoppiamento del mulino e ad un suo rafforzamento di ruote.
Nel 1650 Gorla è infeudata dai Terzaghi i quali hanno diritto di macina e di conseguenza le strutture dei mulini seguono le vicende della suddetta casata. Tra vari passaggi di proprietà si arriva al 1787 quando i mulini vengono rifatti ex novo in seguito a migliorie tecniche che porteranno all'industrializzazione della valle Olona.
Nel 1825 i mulini passano nelle mani dei Gadda i quali apportano varie modifiche tra le quali un apparato "a lanterna" ed una "pista d'olio" detta anche "frangia" che servirà alla spremitura dell'olio di semi dal ravizzone o dal lino. Fu nel 1822 che si fecero avanti i Ponti, mercanti ed imprenditori di Gallarate, i quali pensarono di sfruttare maggiormente l'energia idrica trasformando le ruote dei mulini in meccanismi per la filatura del cotone. Dopo aver acquistato i mulini di Solbiate acquistarono anche i mulini di Gorla Maggiore rendendoli inoperosi e sfruttandoli solo per ricavare energia per l'espansione di quelli solbiatesi.
Dall'inizio del XIX secolo in tutta la vallata ebbe inizio la corsa al "rodigino", dove tutti i borghesi arricchiti si gettarono rapidamente nell'acquisto di questa nuova forza di sfruttamento energetica che furono i mulini per trasformarla in un'attività non solo agricola ma anche industriale.
L'espandersi della zona industriale solbiatese ed alcune modifiche viarie incorse verso la metà del 1800 portarono all'isolamento geografico ed economico della zona valligiana di Gorla Maggiore. I mulini diventarono così abitazioni per numerosissime famiglie che vissero in totale tranquillità fino all'arrivo della linea ferroviaria della Valle Olona nel 1907.

### Età Ducale
Con la conquista del Seprio da parte dei Visconti e la conseguente istituzione del Ducato di Milano (1395), Gorla Maggiore e seguì le vicende. In un atto datato 17 agosto 1536, rogato da Galeazzo Visconti, fu stabilito un accordo tra il conte Vitaliano Visconti Borromeo e diversi uomini della comunità gorlese circa il versamento di un censo nel giorno di S. Martino da parte di questi ultimi. Venne inoltre decisa la nomina di un podestà per avere così un'autorità direttamente sul luogo. Il pagamento del censo si ripeté fino al 1599 quando le famiglie gorlesi si rifiutarono di pagare, in quanto secondo loro la giurisdizione territoriale era tornata sotto il Vicario del Seprio, residente a Gallarate. I successivi 50 anni videro l'alternarsi di una serie di cause, peraltro in un periodo già devastato da guerre e peste, che si concluse con un accordo con il quale solo la nobile famiglia dei Moneta diventava esente dal pagamento, istituendo la cosiddetta "comunità dei nobili Moneta", ed inoltre sarebbero dovuti essere corrisposti i pagamenti arretrati. La disfatta del popolo gorlese però non fermò la propria tenacia e nel 1603 si radunò in convocato al suono delle campane e diede mandato al proprio console di notificare un ricorso alla Regia Camera. La sentenza di quest'ultima, datata 1606, pare desse ragione al popolo gorlese dichiarando chiaramente che «non è tenuta a fornire nessun versamento di censo in quanto il nobile Pietro Francesco [Visconti Borromeo] non risulta essere feudatario della terra di Gorla Maggiore». Nonostante la sentenza, i Visconti riuscirono ad ottenere il pignoramento di svariati beni da molte famiglie gorlesi in sostituzione delle quote arretrate. Quando in seguito, nel 1650, la terra fu infeudata dalla famiglia Terzaghi rimarranno evidenti le ingiustizie e soprattutto i sacrifici economici subiti dalla comunità gorlese.
Il 1603 vide l'inizio della costruzione della chiesa di S. Carlo, sovvenzionata dalla famiglia Varedeo, che ebbe fine nel 1612 con l'apporto delle reliquie del santo patrono. La comunità dovette provvedere al sostenimento delle truppe ma non avendo la quota da versare si rivolse ai domini loci di Lonate Ceppino. Questo debito fu estinto solo agli inizi del XX secolo. Nel 1630 arrivò la peste nel bustese (nota come la "peste di Busto Arsizio'") ed a Gorla vennero raccolti gli aiuti che verranno portati ai bisognosi. Ma il contagio già a luglio arrivò nella valle e toccò anche Gorla Maggiore colpendo il 60% della popolazione. La disastrosa situazione economico-sanitaria di quel periodo non fece che incrementare il diffondersi della peste cosicché venne costituito un lazzaretto nella zona boschiva a nord del comune, oggi ricordato solo dalla presenza di una croce. La liberazione dal morbo della peste fu annunciata ufficialmente il 7 dicembre 1631.
Nella metà del XVII secolo, il Ducato di Milano decise di mettere all'asta tutti quei territori "liberi" perché fossero infeudati. Come detto, il territorio di Gorla era stato riconosciuto libero dalla signoria dei Visconti Borromeo e quindi oggetto d'asta. Fu la famiglia Terzaghi, nella persona di mons. Carlo Gio. Giacomo Terzaghi, creditore dello Stato Milanese, a volgere lo sguardo sulle terre adiacenti ai loro possedimenti. Furono evitati gli ostacoli burocratici per il fatto che egli fosse un ecclesiastico e fu così che nel 1650 i Terzaghi infeudarono il territorio di Gorla Maggiore. Mons. Terzaghi preparò nel 1664 un testamento nel quale fu decisa la successione del feudo all'interno della famiglia.

### Età Napoleonica e Lombardo-Veneta
Le spese di amministrazione furono molto pesanti nel periodo napoleonico, peraltro aggravate dallo sviluppo industriale pressoché nullo, e le difficoltà sorte nella convocazione dei consigli comunali portarono in governo ad adottare un'estesa concentrazione tra i piccoli comuni. Fu così che un decreto del 1809 annesse Gorla Maggiore come frazione al vicino comune di Fagnano Olona, salvo poi spostarlo nel 1811 sotto Gorla Minore.
I primi decenni del XIX secolo videro dei cambiamenti in Valle Olona dato che molti borghesi arricchiti dalla vicende napoleoniche pensarono di investire nei mulini già presenti nella valle trasformandoli in vere e proprie industrie attuando i cambiamenti tecnologici che si erano appena sviluppati. Gorla Maggiore, restaurata come comune nel 1816, vide i suoi mulini scomparire a favore dell'industria valligiana nascente nella vicina Solbiate. Fu la famiglia industriale gallaratese dei Ponti che, intorno al 1821, acquistò beni e terreni della valle dai grandi proprietari terrieri - tra cui figuravano ancora gli eredi Terzaghi, i Bulgarini Visconti, i von Tanzi e i parenti di questi ultimi – Visconti di Saliceto – e le tramutò in opifici dediti alla filatura del cotone.

### Dall'Unità d'Italia al Dopoguerra
Con la costituzione del Regno d'Italia Gorla Maggiore continuò ad operare con comune autonomo. Nel 1861 la carica di sindaco era ricoperta da Carlo Terzaghi al quale spettava ancora il titolo nobiliare di marchese di Gorla Maggiore. Il consiglio comunale venne eletto dai cittadini maschi proprietari di fondi nella comunità e svolse ruoli civici, sanitari e statistici. Per Gorla il 1860-70 fu un decennio che vide un grande interessamento verso i lavori pubblici tra i quali l'ampliamento della piazza centrale, l'allargamento di alcune strade principali con conseguente abbattimento di vari edifici, tra cui alcuni di proprietà della famiglia Terzaghi, della quale venne dichiarato il fallimento nel settembre 1868. Il marchese Terzaghi perse la carica a sindaco e la presenza della sua famiglia da allora verrà a mancare nelle vicende gorlesi.
Con decreto del 1870 il comune di Gorla Maggiore fu soppresso e aggregato come frazione al vicino comune di Gorla Minore, come già in successo in precedenza all'epoca napoleonica. Iniziò da questo momento un difficile periodo sanitario ed economico sancito dall'arrivo nel 1878 della fillossera, una malattia che colpì tutti i vitigni della valle distruggendoli completamente. A ciò si aggiunsero dei gravi dissidi tra i consigli comunali circa la gestione delle spese nonché riguardo alla dipendenza sanitaria di Gorla Maggiore da Gorla Minore. In questa situazione l'aumento di popolazione di Gorla Minore si ripercosse in una perdita di potere decisionale da parte del Consiglio Comunale delle frazioni e venne anche proposta una divisione patrimoniale tra il comune principale e le frazioni. Con le elezioni comunali del 1905 che videro la completa mancanza di rappresentanti degli operai e dei contadini, come già accadeva da anni, si sviluppò un movimento di protesta. Venne quindi costituita una commissione che reclamò un'effettiva separazione tra i comuni e condusse con tenacia la richiesta al governo di separazione tra i due comuni, finché non venne emanata il 16 aprile 1915 una legge che ricostituì Gorla Maggiore in comune autonomo, separato da Gorla Minore, retroattivamente dal 1º gennaio 1915:
(Gazzetta Ufficiale del Regno d'Italia, 1º maggio 1916 n. 102.)
Lo scoppio della Grande Guerra richiese un enorme contributo umano, così come nel resto della nazione. Su una popolazione di 2 100 abitanti le assenze dal paese furono superiori ai 500 giovani che si tradussero in 34 caduti e vari mutilati ed invalidi. Il periodo seguente alla guerra vide uscire vincitori dalle elezioni comunali i socialisti nel 1919. Gli scioperi nelle industrie e le sollevazioni dei contadini per rivendicare una più giusta assegnazione dei fondi boschivi aumentarono le divisioni sociali. Fu così che nelle elezioni successive fece la sua apparizione la lista fascista. Gli anni che vanno dal 1920 al 1922 furono contrassegnati da continui disordini, colmi di repressioni e intimidazioni fasciste.
Durante la seconda guerra mondiale, come il resto d'Italia, Gorla Maggiore fu allo stremo. L'8 settembre 1943 vennero aperti i magazzini militari che contenevano scorte di guerra e la popolazione affamata accorse accaparrandosi tutto ciò che gli era possibile, dal cibo ai vestiti. Per mesi ogni merce fu oggetto di scambio nella borsa nera della zona, fino all'arrivo dei tedeschi pochi giorni dopo. Durante il rigido inverno del 1943-1944 la popolazione, insofferente per la mancanza di legna, iniziò a saccheggiare i boschi. La primavera del 1944 fu drammatica con i bombardamenti che sconvolsero anche questa zona. In questo periodo l'aiuto dato dai patrioti gorlesi ai partigiani sulle montagne fu enorme. Vennero inoltre ospitati molti sfollati che scappavano da Milano devastata dai bombardamenti. La notte tra il 24 ed il 25 aprile 1945, molti partigiani si riunirono e distribuiscono le armi per dare il proprio aiuto contro una colonna tedesca a San Vittore a Milano, ma un aereo statunitense Thunderbolt aprì il fuoco contro i partigiani, scambiandoli per tedeschi e la maggior parte dei trasportati morì. La festa per la liberazione a Gorla Maggiore fu vissuta dal popolo vestito a lutto. Qualche giorno dopo, durante i funerali, tutte le forze partigiane della zona accorsero a salutare tutti quei giovani che avevano sognato la libertà senza poterla gustare.

### Simboli
Nel 1920 con la ricostituzione del comune autonomo, l'amministrazione comunale richiese alle autorità la possibilità di fregiarsi di uno stemma, e per la costruzione del quale fu incaricato l'Archivio Araldico Vallardi di Milano il quale fornì notizie ed indicazioni per la sua realizzazione.
(Definizione dello stemma comunale da parte dell'Archivio Araldico Vallardi di Milano)
L'aquila poteva venire concessa a quelle nobili famiglie che godevano di privilegi imperiali tra le quali la famiglia Pusterla, conti dal 1210. Le monete, connesse con il leone, rappresentano invece la nobile famiglia dei Moneta, presente a Gorla e nei luoghi circostanti. Le tre torri rievocano gli antichi edifici un tempo presenti in paese e la costituzione stessa di Gorla Maggiore in comune.
Lo stemma che è scaturito da questi presupposti è stato ratificato con decreto del presidente della Repubblica del 9 gennaio 2001 ed è così blasonato:
Il gonfalone è un drappo partito di azzurro e di rosso.

## Monumenti e luoghi d'interesse

### Architetture religiose
Goffredo da Bussero elenca nel suo manoscritto databile alla fine del XIII secolo tra le chiese della Diocesi di Milano quelle esistenti a Gorla Maggiore con i loro altari annessi:
1. Gorla Maior. Ecclesia Sancte Marie.
2. In plebe Olzate: Loco Gorla Maior. Ecclesia sanctorum Vitalis et Valeria.
3. In plebe Olzate. Loco Gorla Maior. Ecclesia sancti Victoris.
4. In plebe Olzate. Loco Gorla Maior. Altare Sancti Christofori. In ecclesia sancte Marie.
5. In plebe Olzate. Loco Gorla Maior. Altare sanctorum Johannis et Pauli. In ecclesia sancti Vitalis.

Da ciò si può dedurre che nel XIII secolo esistevano tre edifici di culto: la chiesa di S. Maria, la chiesa dei SS. Vitale e Valeria e la chiesa di S. Vittore (oggi non più esistente).

#### Chiesa di S. Maria Assunta
La chiesa di Santa Maria Assunta nello stato attuale risale al 1850. Di ciò che era in precedenza rimane solo il campanile (ad esclusione della cella campanaria) di fattura romanica. Il campanile vecchio invece rimane uno dei rari esempi nella pianura del varesotto risalenti al medioevo. La piazza relativa alla chiesa, che ha cambiato nome a seconda dei periodi storici (oggi è P.zza Martiri della libertà), è considerabile come il centro del nucleo antico. La facciata della chiesa è rivolta verso ovest seguendo degli orientamenti canonici che volevano l'altare rivolto ad oriente, mentre una scelta urbanistica l'avrebbe preferita rivolta a nord.
La chiesa subì vari restauri e cambiamenti sia interni che esterni con l'aggiunta di statue ed affreschi. Furono gli anni'50 del XIX secolo che videro però il maggiore intervento con una riedificazione particolarmente costosa che dovette unire gli sforzi economici della famiglia Terzaghi, del parroco e dei cittadini stessi per far fronte alle spese.

#### Chiesa dei SS. Vitale e Valeria

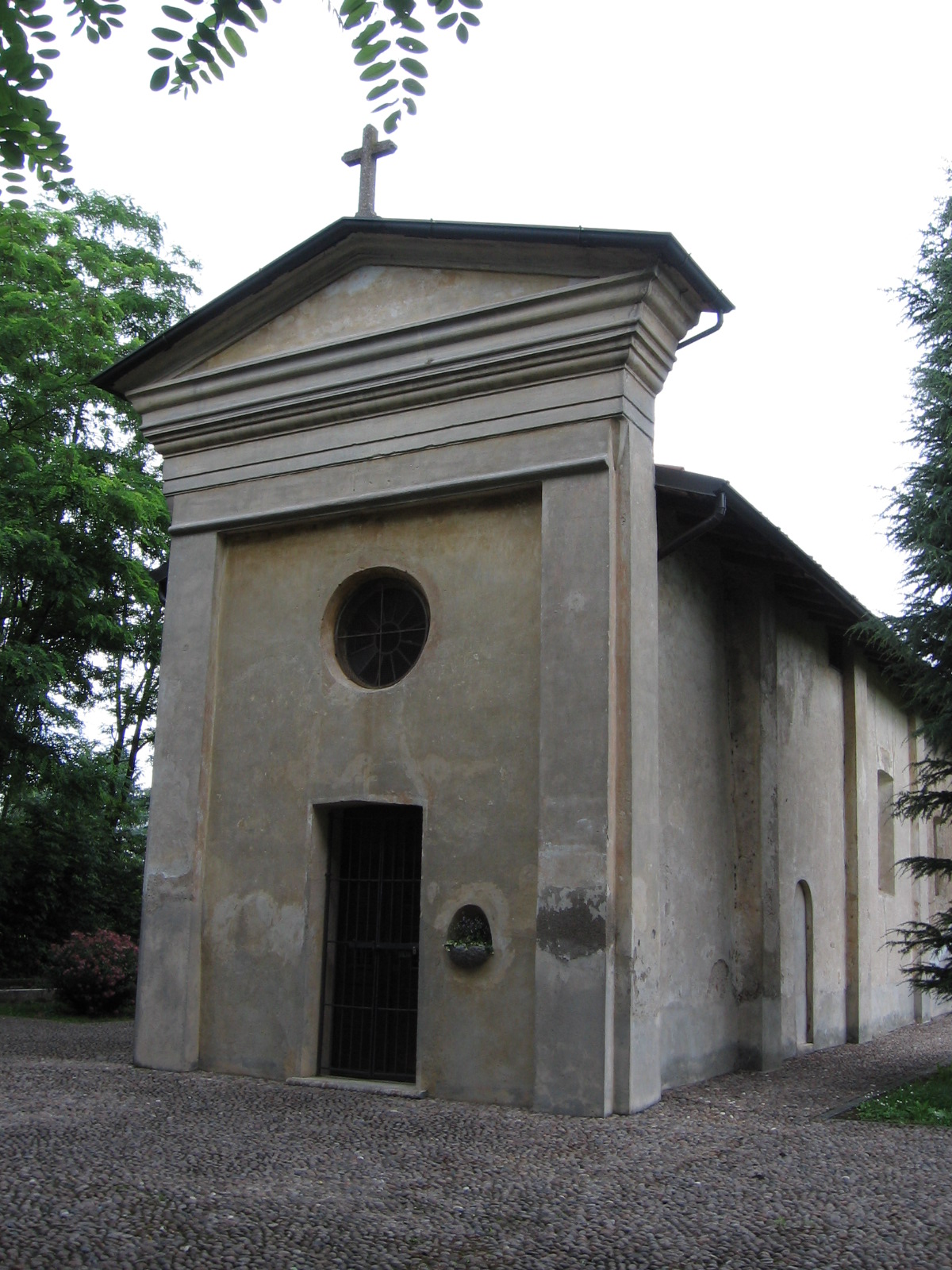
Chiesa dei SS. Vitale e Valeria

La chiesa dei SS. Vitale e Valeria è la più piccola e la più antica delle tre e si trova in posizione periferica a ridosso del ciglio vallivo. Nonostante l'aspetto l'edificio è molto antico, come prova il ritrovamento di un'ara romana utilizzata come materiale da costruzione e di due tombe, una interna e l'altra esterna risalente al periodo medievale. Nel 1580 una planimetria riporta la forma della chiesa nella prima fase. In totale la chiesa ha subito varie espansioni e modifiche, nel 1580, nel 1619 e l'ultima nel 1900 che rispecchia la forma nella quale si trova oggi.

#### Chiesa di S. Carlo
La costruzione di questa chiesa, situata nell'omonima piazza, risale al 1622. Il fatto che in quell'anno fossero già presenti sul territorio comunale la parrocchiale di S. Maria Assunta e la più diroccata chiesa dei SS. Vitale e Valeria fa sorgere dei quesiti riguardo ai motivi della sua costruzione. Vi sono varie ipotesi che vanno da quella leggendaria, la quale vorrebbe che San Carlo durante le sue visite pastorali si sia fermato a riposare all'ombra di un gelso e proprio lì venne eretto l'edificio, a quella più terrena che vuole la creazione della chiesa legata ai rapporti ecclesiastici delle principali famiglie gorlesi del tempo, i Moneta ed i Terzaghi. Non si sa con certezza quale sia quella vera ma è molto probabile che venne edificata per far fronte all'incremento demografico che era in atto in quel periodo nel gorlese. In quegli anni le famiglie sopracitate dei Moneta e dei Terzaghi, donarono alla chiesa delle reliquie relative al santo delle quali però in seguito nessun documento ci indica nulla riguardo ad una loro distruzione o traslazione.
In seguito alla peste del 1630 la tradizione vuole che le salme vennissero sepolte nei sotterranei della chiesa anche se nessun documento lo attesta. È molto probabile invece che i sotterranei siano serviti da lazzaretto durante l'epidemia di colera scoppiata nell'anno 1854 che provocò ben 101 morti (un decimo della popolazione di allora). Il riscontro si ebbe nel 1927 quando vennero fatti degli scavi atti alla pulizia dei sotterranei per eliminare i continui miasmi provenienti da essi. In quell'occasione vennero trovati vari scheletri, alcuni dei quali in strane posizioni (tra i quali perfino uno seduto su una sedia in attesa), il che lascia presupporre che elementi colpiti da un grave male venissero in casi estremi isolati.
La storia della chiesa ha visto molti restauri (1863 - 1907 - 1979) e tuttora l'ultimo è in fase di completamento.

## Società

### Evoluzione demografica
- 660 ab. nel 1751
- 626 ab. nel 1805
- 1258 ab. nel 1853

Abitanti censiti

## Infrastrutture e trasporti
La stazione di Gorla Maggiore, attivata nel 1904, era posta lungo la ferrovia di Valmorea; privata del traffico passeggeri nel 1952, fu soppressa definitivamente nel 1977 assieme all'intera linea.

## Sport
- Pallacanestro - Draghi Gorlazy
- Pallavolo - OSC Gorla Maggiore
- Motociclismo - Moto Club Tre Torri campionato italiano/europeo endurance UEM vintage.
- Calcio - OSC Gorla Maggiore